# Campeonato Maldivo de Futebol de 2020–21
O Campeonato Maldivo de Futebol (nome oficial, Dhivehi League) de 2020–21 foi a edição 48 desde seu estabelecimento em 1972.

## Início
O torneio começou em 13 de dezembro de 2020 e foi finalizado em 2 de maio de 2021.

## Equipes Participantes
- Club Valencia (Machchangolhi)
- Green Streets (Machchangolhi)
- Eagles (Maafannu)
- Da Grande	(Maafannu)
- Maziya SRC (West Maafannu)
- Super United (Machchangolhi)
- TC Sports (Henveiru)
- United Victory (Galolhu)

## Campeão
A competição foi realizada em 14 rodadas e vencida pela equipe do Maziya Sports and Recreation Club, que com 10 vitórias, quatro empates e nenhuma derrota, somou 34 pontos, nove pontos a mais que a equipe segunda colocada Club Valencia.

## Classificados para Copa AFC
A equipe do Maziya,campeã do certame, foi a primeira classificada para a copa AFC, e já entra na fase de grupo da competição. Já a equipe do Club Valencia, terá que conseguir para pela fase prelimirar da competição.

## Classificação Final
Fonte: 
| Posisão | Clube          | Jogos | Vitórias | Empates | Derrotas | Gols Marcados | Gols Sofridos | Saldo de gols | potuação | Obs.                            |
| ------- | -------------- | ----- | -------- | ------- | -------- | ------------- | ------------- | ------------- | -------- | ------------------------------- |
| 1       | Maziya SRC (C) | 14    | 10       | 4       | 0        | 34            | 6             | (+28)         | 34       | Copa AFC 2022 (Fase de grupo)   |
| 2       | Club Valencia  | 14    | 7        | 4       | 3        | 21            | 9             | (+12)         | 25       | Copa AFC 2022 (Fase preliminar) |
| 3       | Green Streets  | 14    | 5        | 4       | 5        | 13            | 16            | (−3)          | 19       |                                 |
| 4       | Eagles         | 14    | 4        | 5       | 5        | 15            | 21            | (−6)          | 17       |                                 |
| 5       | Da Grande      | 14    | 4        | 4       | 6        | 17            | 25            | (−8)          | 16       |                                 |
| 6       | Super United   | 14    | 3        | 6       | 5        | 9             | 18            | (−9)          | 15       |                                 |
| 7       | TC Sports      | 14    | 3        | 4       | 7        | 11            | 19            | (−8)          | 13       |                                 |
| 8       | United Victory | 14    | 3        | 3       | 8        | 20            | 26            | (−6)          | 12       |                                 |